# Isla de Gorea

Localización de la isla de Gorea, resaltada, frente a la costa de la península de Cap-Vert, donde se encuentra Dakar

Mapa de la isla de Gorea.

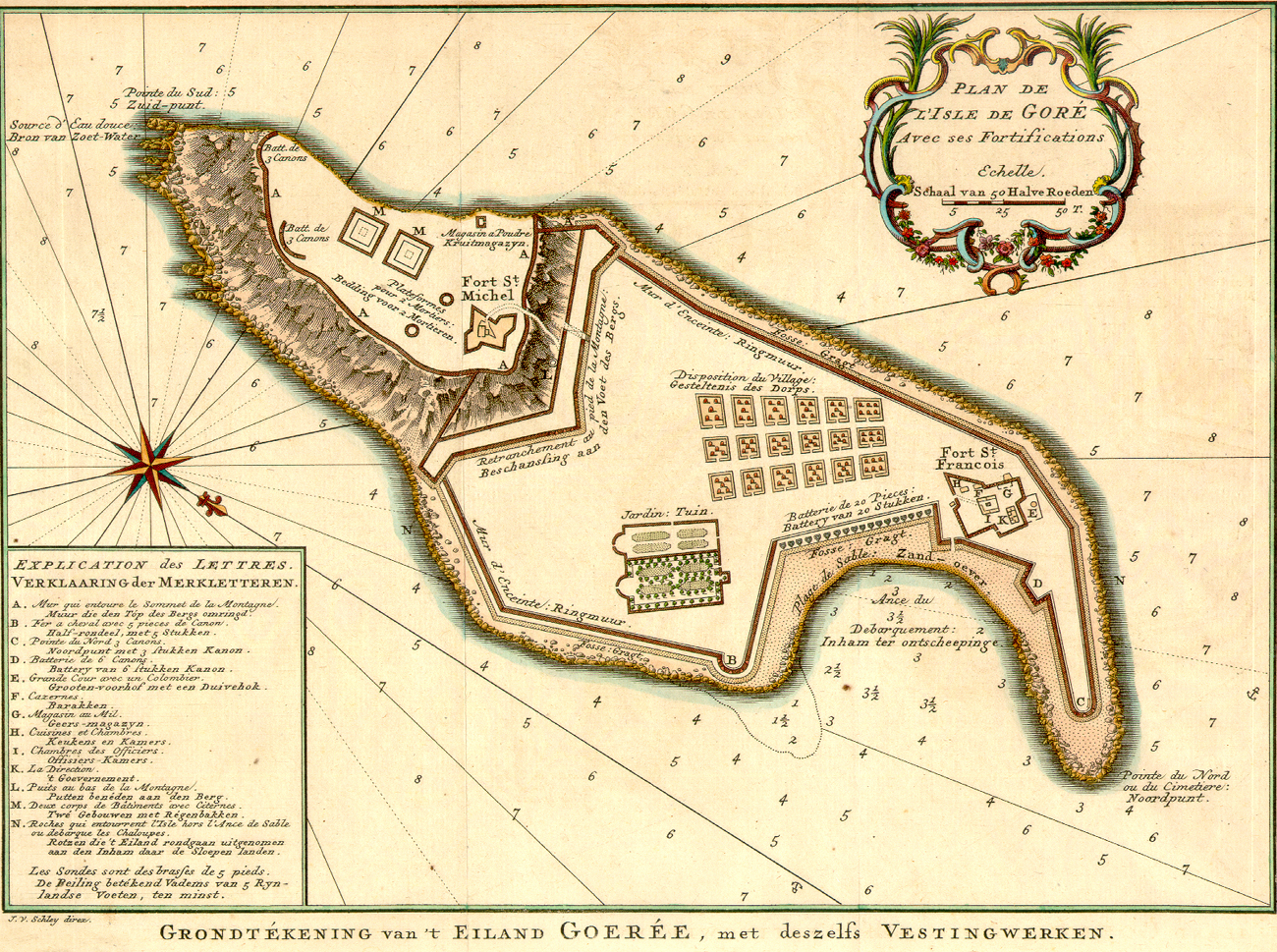
Mapa de la isla de Gorea de 1772.

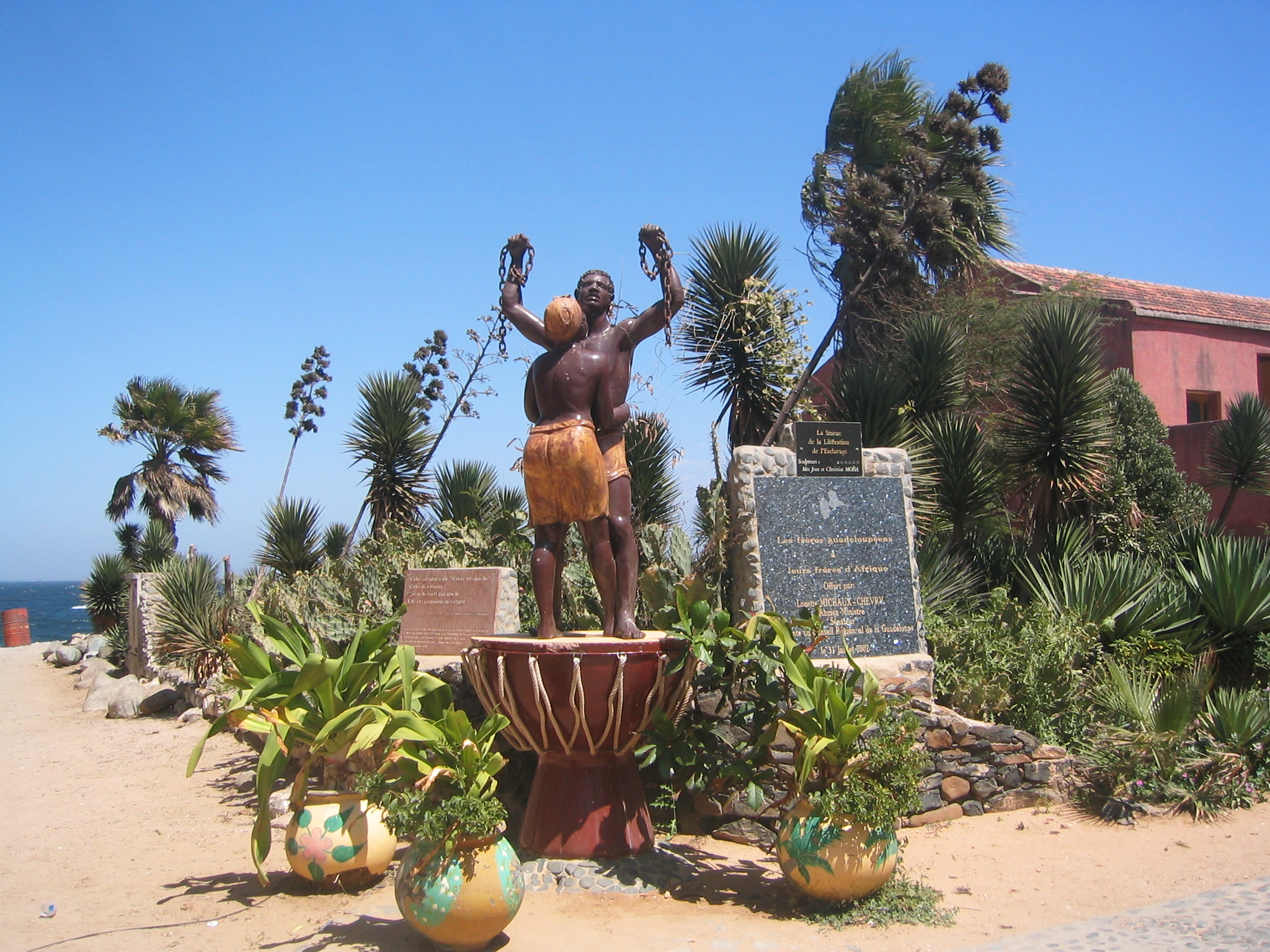
Casa de los esclavos.

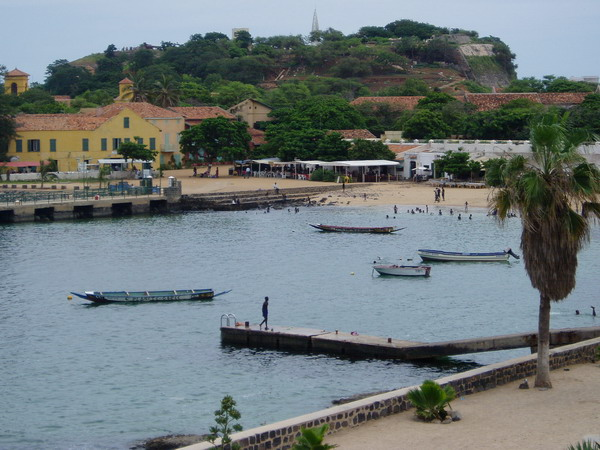
Puerto.

La Isla de Gorea (en francés, Île de Gorée; en portugués, Ilha de Goreia) es una isla de Senegal. Tiene una superficie de 17 hectáreas y está situada cerca de la costa, a tres kilómetros frente a Dakar, la capital. Como lugar simbólico de recuerdo de la trata de esclavos en África fue declarada Patrimonio de la Humanidad por la Unesco en 1978.

## Historia de la isla y del mercado de esclavos
Durante más de tres siglos fue el más importante mercado de esclavos para aprovisionar de ellos a Estados Unidos de América, al Caribe y a Brasil, principalmente. La isla fue invadida por portugueses en 1444, bajo cuya bandera en 1536 se construyó la primera Casa de los Esclavos. Desde entonces y hasta 1848, año en que Francia abolió la esclavitud, en esta isla se estableció la base más activa del comercio de esclavos. La casa que construyó un neerlandés en 1776 y que era casa de la signare Anna Colas Pépin, está convertida en la actualidad en museo por la Unesco.

## La casa de los esclavos
Es imposible precisar actualmente los enormes costos que para las naciones africanas significó este comercio. Se calcula que al menos veinte millones de personas, tanto hombres, como mujeres y niños, fueron secuestrados en sus aldeas, trasladados y vendidos a tratantes que se establecieron abiertamente en la isla de Gorea. Aquí los secuestrados eran aprisionados en calabozos, encadenados y colocados espalda con espalda, para esperar a que fueran vendidos, antes de que decayeran físicamente y fueran sacados de ese lugar.
El diseño de la ergástula  o Casa de esclavos, como la que existe en la actualidad convertida en museo, incluía una sala para hombres,  otra para mujeres, otra para mujeres jóvenes, otra para niños, y otra para recuperar peso. Se tenía especial cuidado en que los llantos de los niños no pudieran ser escuchados por sus madres, para evitar que éstas sufrieran y perjudicaran su estado de salud. 
En este mercado de personas, las mujeres tenían un valor mayor que los hombres, siendo el factor determinante la salud, el busto y la dentadura, los niños eran evaluados por su dentadura y las condiciones en que se encontraban en el momento de la transacción. Los niños carecían de nombre individual y se les llamaba por las características de la dentición. Los hombres deberían pesar al menos 60 kilos. Todos los esclavos eran exhibidos en las escalinatas exteriores de la Casa de los Esclavos, donde eran manejados como animales para analizar y discutir su precio. En lo alto de las escalinatas hay un balcón desde donde los mercaderes y tratantes discutían del precio.
Finalmente, los esclavos eran llevados desde los calabozos al punto en que serían embarcados. El pasillo que los conducía era conocido como El lugar de donde no se regresa, no era muy ancho, para facilitar el manejo de las personas y en la oscuridad del túnel, al final, se apreciaba la luz del sol y el mar. Este lugar era el último en que la familia podía verse, pues en lo sucesivo cada uno sería trasladado a diferentes lugares de América. Eran embarcados en botes para subirlos después a los barcos y los esclavistas frecuentemente utilizaban este momento para separar los esclavos que estaban enfermos o no eran fácilmente vendibles y lanzarlos al mar.

## Lugar de interés histórico
Desde 1960, año en que Senegal adquirió su independencia, la isla forma parte importante de la activa vida turística de este país.